# E-8C JSTARS
E-8C Joint Surveillance Target Attack Radar System (Joint STARS/JSTARS) este un avion al United States Air Force (USAF) de tip comandă și control. A fost construit dintr-un avion Boeing 707. E-8C JSTARS are un sistem de detecție cu radiolocație.

## Tehnica

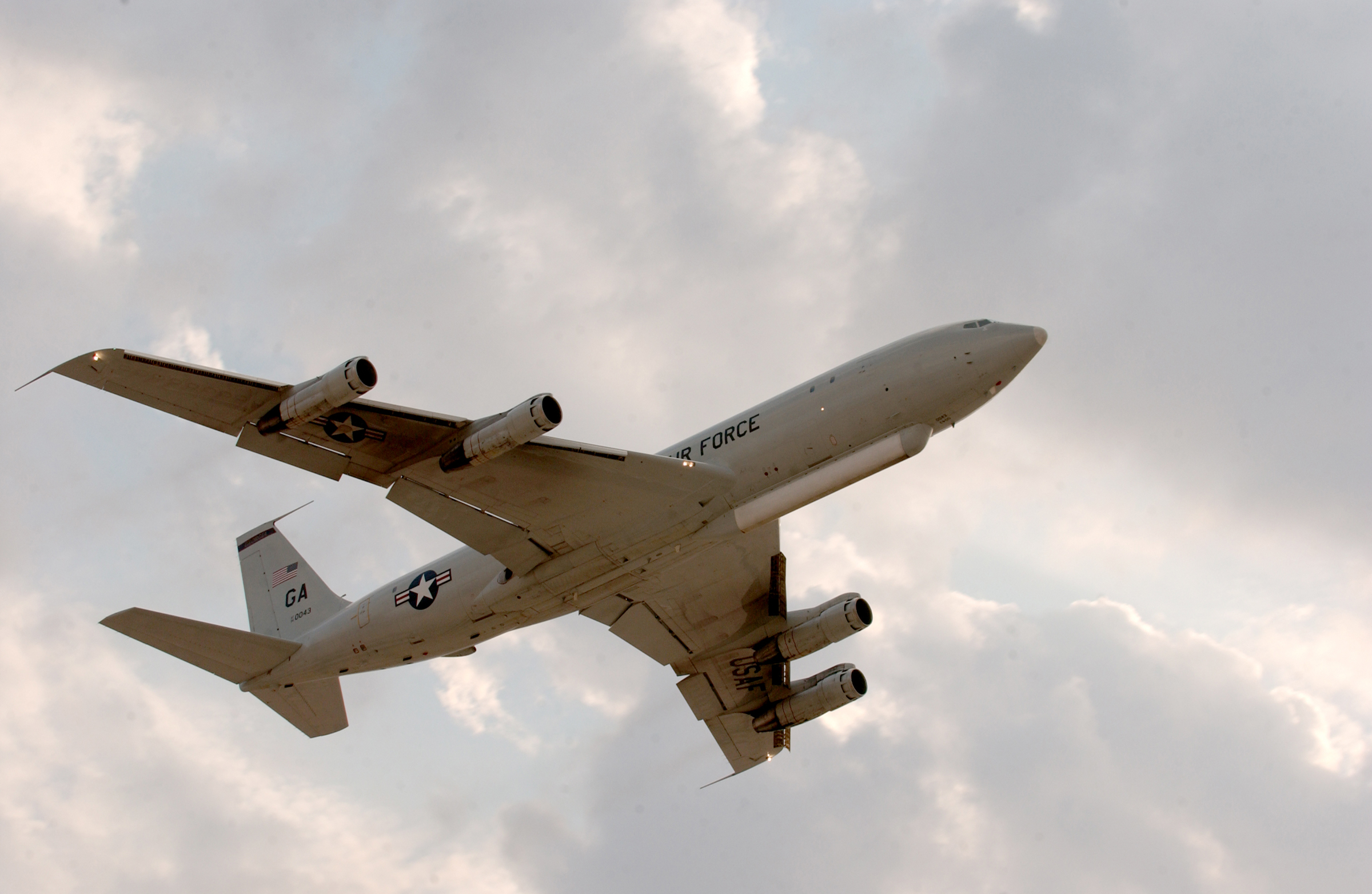
Avionul E-8 Joint STARS cu antena vizibilă sub fuselaj

Sub fuselajul avionului se află o antenă lungă de 7m, vizibilă pe fotografia alăturată. Sistemul de la bordul avionului (radarul AN/APY-7 și sistemul informatic) poate să transmită date în timp real forțelor marine sau terestre care îi ajută pe aceștia să controleze teatrul de luptă. Antena face detectare într-un unghi de 120° și poate să acopere aproximativ 50 000 km².